# کریس وینیکامب
کریس وینیکامب (انگلیسی: Chris Vinnicombe؛ زادهٔ ۲۰ اکتبر ۱۹۷۰) بازیکن فوتبال اهل بریتانیا است.
از باشگاه‌هایی که در آن بازی کرده‌است می‌توان به باشگاه فوتبال تیورتون تاون، باشگاه فوتبال وایکام واندررز، باشگاه فوتبال اکستر سیتی، باشگاه فوتبال برنلی، باشگاه فوتبال رنجرز، و باشگاه فوتبال ویتریج اشاره کرد.
وی همچنین در تیم ملی فوتبال زیر ۲۱ سال انگلستان بازی کرده‌است.